# Tunnelsystem im Gazastreifen

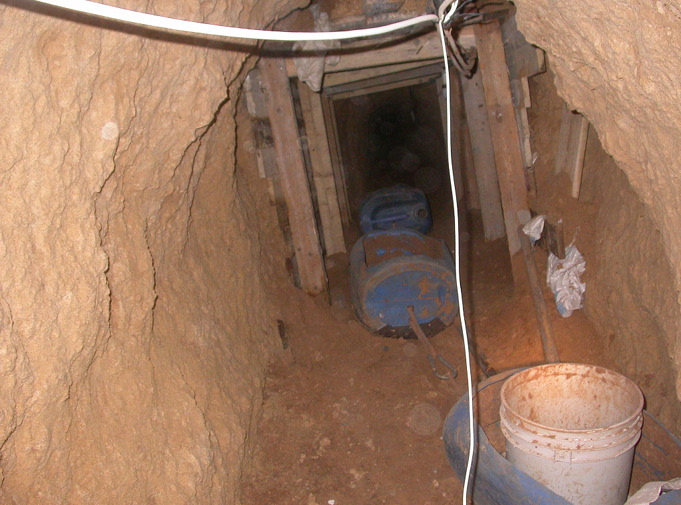
Von den israelischen Streitkräften enttarnter Tunnel zwischen dem Gazastreifen und Israel (2006)

Das Tunnelsystem im Gazastreifen ist ein von der Terrororganisation Hamas kontrolliertes, weitverzweigtes System von Tunneln, die vom Gazastreifen nach Ägypten und Israel führen oder innerhalb Gazas verlaufen, ohne die Grenze zu überqueren. Über die Tunnelverbindungen nach Ägypten werden sowohl Dinge des täglichen Bedarfs als auch Kriegsgerät und Kampfstoffe in unbekanntem Umfang in den Gazastreifen eingeführt. Die nach Israel führenden Tunnel dienen dagegen vorrangig dazu, Terroranschläge zu verüben oder Entführungen vorzunehmen. Des Weiteren nutzen die Hamas-Terroristen sie als Waffenlager sowie für den Abschuss von Raketen. Innerhalb Gazas dienen die Tunnel zudem als Fluchtwege für Hamas-Terroristen und hohe Mitglieder der Organisation. Das ganze Ausmaß der seit 1994 bekannten Untertunnelung im israelischen Grenzgebiet wurde erst im Verlauf der Operation Protective Edge im Juli 2014 deutlich.

## Hintergrund

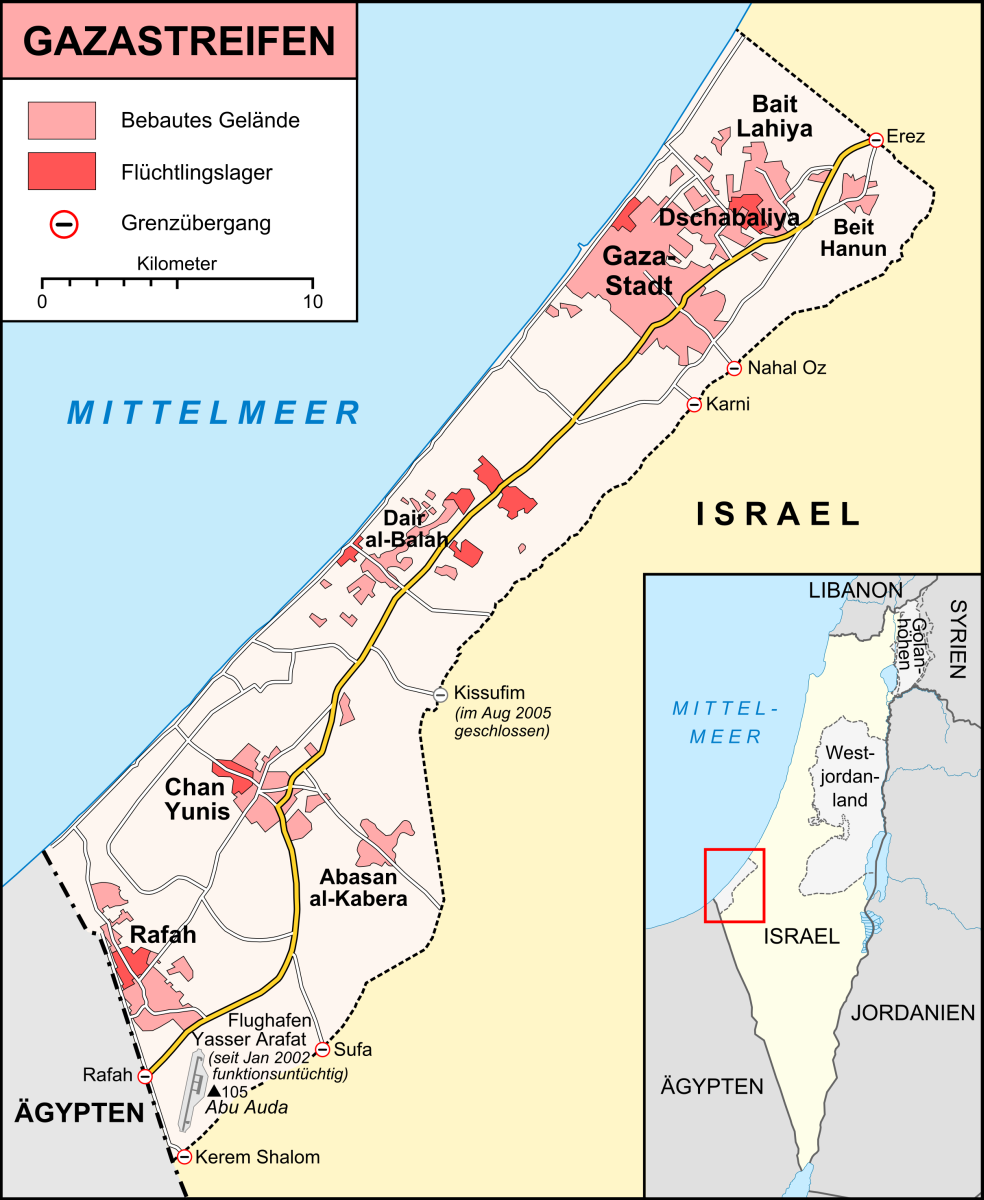
Gazastreifen

Im Norden und Osten grenzt der Gazastreifen an Israel, im Süden an Ägypten und im Westen an das Mittelmeer. Die Landgrenzen des Gazastreifens werden seit 1994 durch die Sperranlage um den Gazastreifen gesichert. Außer über die Grenzübergänge und den Seeweg gibt es keine offizielle Möglichkeit, den Gazastreifen zu betreten oder zu verlassen. Die Grenzübergänge zu Israel und der Seeweg werden von Israel kontrolliert. Insbesondere Waffen und für den Krieg im weitesten Sinn taugliche Güter können daher nicht von Israel oder über den Seeweg in den Gazastreifen eingeführt werden. Der Grenzübergang nach Ägypten wird durch Ägypten kontrolliert, wobei Israel und Ägypten gemeinsam die Regeln für den Grenzverkehr festlegen. Daher ist auch über den ägyptischen Grenzübergang eine Einfuhr von Waffen und Munition unmöglich. Demzufolge dürften sich seit 1994 keine neuen als kriegstauglich deklarierten Waren mehr im Gazastreifen befinden.

## Schmuggeltunnel

### Tunnelbau

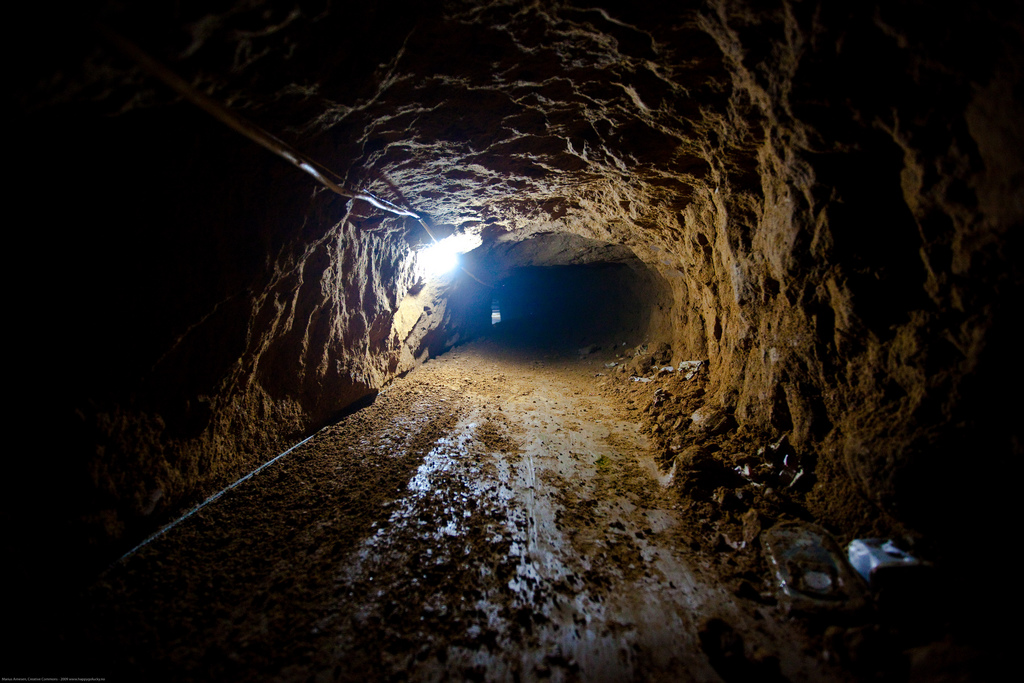
Schmugglertunnel bei Rafah (2009)

Seit 1994 wurden von Schmugglern Tunnel zwischen Ägypten und dem Gazastreifen gegraben. Ausgehend von Kellern oder aus Olivenhainen wurden die Tunnel in der Regel von unabhängigen Schmugglern gebaut. Sie verliefen unter der Grenze in einer Tiefe von bis zu 18 Metern und können eine Länge von 1,7 km erreichen. Häufig gab es Absprachen zwischen Grundeigentümern und Tunnelbetreibern über die Aufteilung des Gewinns. Die Gesamtzahl der Tunnel wurde vor dem Gazakrieg 2008/09 auf etwa 1500, und 2010 noch auf über 800 geschätzt. Bis 2014 soll die Anzahl jedoch wieder auf weit über 1000 Tunnel mit einer Standardlänge von etwa einem Kilometer angestiegen sein. Aufgrund eingeschränkter Platzverhältnisse wurden die Tunnel sogar auf mehreren Ebenen ausgeschachtet. Die Errichtung eines durchschnittlichen Schmugglertunnels kostete etwa 90.000 US-Dollar.
Einige Tunnel waren nur so groß, dass ein Mensch sich hindurchzwängen kann. Andere Tunnel ermöglichen die Durchfahrt von Fahrzeugen. Die Tunnel sind unterschiedlich ausgebaut. Zum einen gibt es Tunnel, die ohne bergmännische Sicherung angelegt wurden und ständig vom Zusammenbruch bedroht sind. Zum anderen finden sich auch Tunnel, deren Tunnelwandung aus Beton besteht. Einige Tunnel besitzen äußerst tragfähige Röhren mit Lastenaufzügen und Schienen, Stromversorgung sowie Belüftungs- und Sprechanlagen, die sogar die Durchfahrt von Lkws erlauben. Da durch die Tunnel auch Waffen verschiedener Art geschmuggelt wurden, bemühten sich Israel und Ägypten aus Sicherheitsgründen, den Schmuggel mittels Zerstörung der Tunnel zu unterbinden. Versuche der ägyptischen Armee, den Schmuggel durch unterirdische Stahlkonstruktionen zu verhindern, konnten über tiefliegendere Tunnel (bis zu 40 Meter unter der Erde) allerdings umgangen werden.
Im Vergleich zu den früheren Schmugglertunnel, die nach dem Ersten Gazakrieg zerstört wurden, ist das im Inneren des Gazastreifens angelegte Tunnelsystem der Hamas, das von israelischen Militärs als Metro bezeichnet wird, weitaus aufwändiger und professioneller gebaut. Experten zufolge verfügt es über ein eigenes Stromverteilungssystem, ist komplett beleuchtet und mit Luftfiltern ausgestattet. Fortbewegen kann man sich in den Tunneln unter anderem mit Motorrädern.

### Betrieb und Nutzen
Der Nutzen der Tunnel wird von israelischer und palästinensischer Seite unterschiedlich dargestellt. Die Hamas bezeichnet die Versorgung der Bevölkerung des Gazastreifens mit Kleidung, Hygieneartikeln, elektronischen Geräten, Medikamenten, Essen und Alltagsgegenständen durch die Tunnel als überlebensnotwendig, ebenso wie die Versorgung mit Treibstoff und Baumaterial (Zement, Kies etc.), die von Israel als kriegsrelevant und daher nur eingeschränkt importfähig eingestuft werden. Viele Palästinenser sehen die Tunnel vor allem in Zeiten der sich wiederholenden Blockaden als Lebensader an, da eine breite Palette von lebenswichtigen Gütern den Gazastreifen auf diese Weise trotz Blockade erreichen könne.
Aus Sicht Israels dient das Tunnelsystem nach Ägypten jedoch vorrangig dem
- Schmuggel von Waffen für die radikal-islamische Hamas, um gegen Israel kämpfen und Raketen auf Israel abfeuern zu können,
- Schmuggel von Personen, die aufgrund von Visa- oder strafrechtlichen Problemen die Grenzübergänge nicht passieren dürfen,
- Schmuggel von Waren und Konsumgütern in Zeiten, in denen die Grenzübergänge geschlossen sind (z. B. während der Operation Wolkensäule). So wurde beispielsweise sogar ein Löwe für einen der Zoos in Gaza durch einen der Tunnels eingeführt, der aber aufgrund unzureichender Sedierung während des Transportes erwachte und einen Schmuggler anfiel.[11]
- Schmuggel von Tramadol.[12]

Der Tunnelbau und -betrieb wird von der Hamas kontrolliert und mit hohen Steuern auf die geschmuggelten Waren belegt.

### Auswirkungen der Tunnel

#### Israel
Seit 1994 sind viele tausend Raketen aus dem Gazastreifen in Richtung bewohnter Gebiete in Israel abgefeuert worden. Besonders seit dem Rückzug Israels aus dem Gazastreifen im Jahr 2007 haben sich die Angriffe massiv verstärkt. Die Tunnel ermöglichen es der radikalislamischen Hamas, Raketen oder Raketenteile in den Gazastreifen zu schmuggeln.

#### Gazastreifen
Zum Höhepunkt der Blockade arbeiteten rund 15.000 Palästinenser im Bereich der Tunnelwirtschaft, wobei die offizielle Arbeitslosenquote in Gaza bei über 30 % liegt. Die Stadt Rafah, Sitz der Palästinensischen Autonomiebehörde, entwickelte sich in dieser Zeit zu einem florierenden Wirtschaftszentrum und Umschlagplatz für Waren. Aber nicht alle Bewohner des Gazastreifen profitierten durch den Handel. Um an verhältnismäßig teure Güter wie Waffen, Drogen und Luxusgüter zu kommen, müsse Geld aus dem Gazastreifen, das eigentlich zum Aufbau eines funktionierenden Staatssystems zur Versorgung der Bevölkerung dringend notwendig sei, an die Schmuggler gezahlt werden. Dadurch gingen dem Gazastreifen wichtige Finanzmittel verloren. Von dem Handel mit Schmuggelgut aus den Tunneln profitierten vor allen Dingen die Schmuggler, reiche Menschen und die Hamas. Der Handel schade dagegen den bedürftigen Menschen, also der großen Mehrheit der Bevölkerung in Gaza.
Die Hamas profitiert auch direkt von den strikt kontrollierten Tunneln: sie erhebt Steuern von den Tunnelbetreibern bzw. kassiert Schmiergelder, um den Schmuggel durch die Tunnel zu tolerieren. Nach Einschätzung von Beobachtern wird das durch Tunnel erwirtschaftete Einkommen der Hamas auf $750 Millionen pro Jahr eingeschätzt und ist somit eine wichtige Einnahmequelle der Hamas. Zugleich zeigte sich in diesem Zusammenhang ein hohes Maß an Korruption, sodass die Popularität der Hamas sank. Auch der Verdacht, die Hamas profitiere von der Blockade, kam auf.
Die Tunnelarbeiter gehörten lange zu den bestbezahlten Arbeitern in Gaza. Bei einem tödlichen Unfall wurden sie von der islamistischen Hamas als im Widerstand tätige Märtyrer gefeiert. Auch mindestens 160 Kinder sind nach offiziellen Angaben bei Grabungsarbeiten umgekommen.

#### Ägypten
Für die grenznahen, strukturschwachen Regionen Ägyptens ist der illegale Tunnelhandel ebenfalls ein Wirtschaftsfaktor. Der Warenhandel und das Einschmuggeln von Waffen und Personen sind eine wichtige Einkommensquelle für die von der ägyptischen Zentralregierung vernachlässigte Region und die dort lebenden Beduinen, was bereits Auswirkungen auf die überlieferte Lebensweise, die Kultur  und sozialen Strukturen der in Ägypten lebenden Negev-Nomaden zur Folge hat.

### Gegenmaßnahmen
Israel, Ägypten, die Vereinigten Staaten sowie andere NATO-Staaten haben sich darauf verständigt, den Schmuggel nach Gaza auf dem Land- und Wasserweg einzudämmen. Obwohl die israelische Luftwaffe im Gazakrieg 2008/2009 über 100 Tunnel außer Betrieb setzen konnte, wurden viele der Tunnel ein paar Wochen später wieder geöffnet. Seit 2009 versucht Ägypten, die Schmugglertunnel mit Hilfe einer unterirdischen Sperranlage in den Griff zu bekommen. Dazu werden auf einer Länge von 10 Kilometern 30 Meter lange Stahlteile in die Erde gerammt. Diese Sperranlage ist jedoch nicht vollständig ausgebaut. Auch während der Operation Wolkensäule im Jahr 2012 waren die Schmuggeltunnel Ziel von israelischen Luftangriffen.
Die neue ägyptische Regierung hat seit ihrem Antritt die Kontrollen an den Grenzen verschärft, trotzdem wurden zerstörte Tunnel zunächst wieder aufgebaut, und der lebensgefährliche Schmuggel blühte weiter. Das führte zu verschärften Maßnahmen der ägyptischen Regierung. Seit Sommer 2013 wurden durch die ägyptische Armee rund zwei Drittel der etwa 1200 Schmuggeltunnel, die von der Sinai-Halbinsel in das Palästinensergebiet führen, zerstört und so der Schmuggel weitgehend unterbunden. Dadurch wurde der Mangel an lebenswichtigen Gütern im Gazastreifen verschärft, und es kam in der Folge zu einem Ansteigen der Inflation.
Am 16. April 2018 stellte die israelische Armee ein System vor, mit dem sie Tunnel aufspüren und neutralisieren kann. Dabei wird mit einem fahrbaren Labor der Boden gescannt, nachdem ein riesiger Bohrer metertief in die Erde eingedrungen ist. Die Soldaten im Labor erstellen aus den übermittelten Daten verschiedene Diagramme und Erhebungen. Sie suchen und entschlüsseln Veränderungen und Unregelmäßigkeiten im Boden, womit sie Tunnel identifizieren können.
Die 2021 entwickelten Schwammbomben (englisch Sponge bombs) (die keinen Sprengstoff enthalten) erzeugen eine plötzliche Explosion eines bestimmten Schaums, der sich schnell ausdehnt und dann aushärtet. Sie können dafür verwendet werden, um Tunnelöffnungen im unterirdischen Tunnelsystem in Gaza zu blockieren, aus denen sonst Hamas-Terroristen auftauchen könnten, wenn israelische Soldaten im Abwehrkampf wegen des Terrorangriffs der Hamas auf Israel 2023 im Tunnelsystem vordringen. Die Eliteeinheit Jahalom (deutsch Diamant, Einheit 5528) ist auf das Aufspüren und Zerstören von Tunneln spezialisiert, zu der ihre Eliteeinheiten Samur (deutsch Wiesel) und Sayfan (deutsch Gladiole) gehören. Samur ist auf die Kriegsführung in Tunneln und anderen unterirdischen Militäreinrichtungen spezialisiert und verfügt über alle Mittel, um die Tunnel auch zu zerstören. Die genauen Details dieser Einsätze sind geheim.
Israel hat einem Medienbericht zufolge Mitte November 2023 ein System aus großen Pumpen zusammengebaut, mit denen es das ausgedehnte Tunnelnetz der islamistischen Hamas unter dem Gazastreifen mit Meerwasser fluten könnte. Ägypten flutete im Jahr 2015 bereits Tunnel der Hamas. Später beklagten sich Bauern in Rafah, das im Süden des Gazastreifens liegt, über Schäden an ihrer Ernte. Mit der Flutung des Tunnelsystems begann das israelische Militär im Folgemonat.

## Tunnel nach Israel

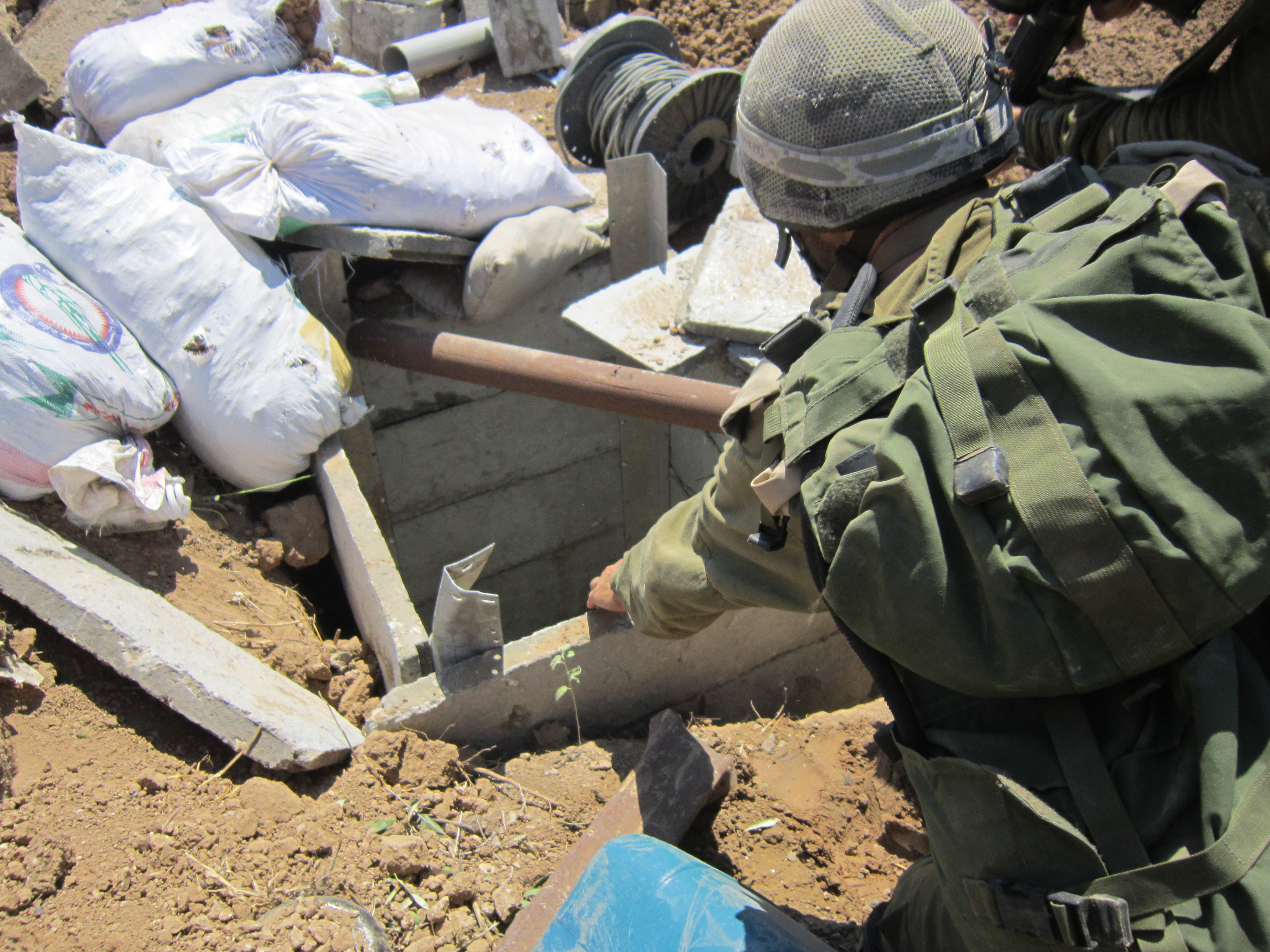
IDF-Soldaten finden einen Tunneleingang in Gaza (2014)

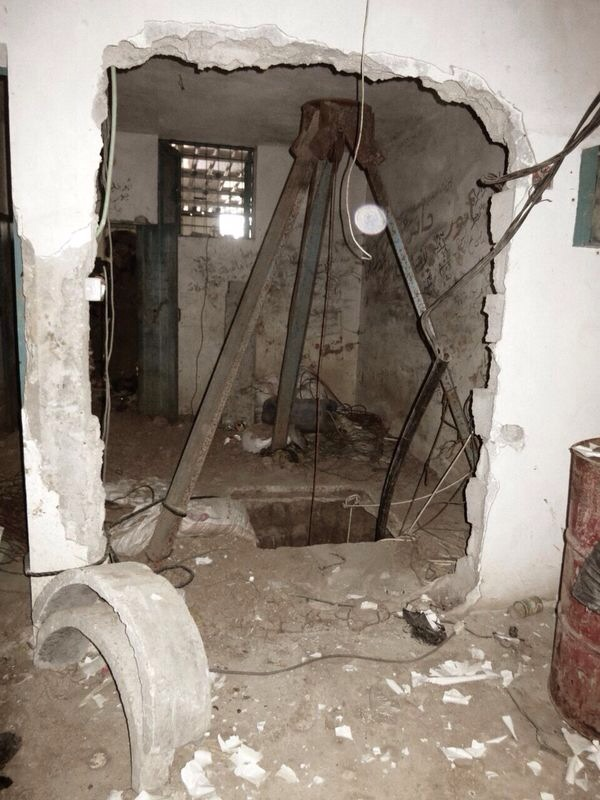
Tunneleingang in einem Wohnhaus (2014)

Neben den Schmuggeltunneln an der ägyptischen Grenze existiert ein weitverzweigtes Tunnelsystem nach Israel und innerhalb Gazas. Bereits vor der Abriegelung des Gazastreifens wurden einfache und kurze Tunnel zwischen Israel und Gaza gegraben, die zunächst vor allem dem Schmuggel von Waren, immer mehr aber auch dem Einschleusen von Hamas-Terroristen auf israelisches Staatsgebiet dienten. 2006 drangen Hamas-Terroristen durch einen solchen Tunnel nach Israel ein und entführten den Soldaten Gilad Schalit.
Nach der Operation Wolkensäule der israelischen Verteidigungsstreitkräfte in Gaza im Jahr 2012 intensivierte die Hamas den Bau von Angriffstunneln nach Israel. Dies war der israelischen Seite zwar bekannt, das Ausmaß wurde im Vorfeld der vor allem mit dem Ziel einer Zerstörung solcher Tunnel gestarteten Bodenoffensive – aus der Luft wäre eine nachhaltige Zerstörung kaum möglich gewesen – im Gaza-Konflikt 2014 jedoch unterschätzt. Bis Juli 2014 wurden über 45 nach Israel führende Tunnel entdeckt. Es wurden noch viele weitere vermutet.
Die Qualität der 15–30 Meter unter der Erde verlaufenden, bis zu zwei Kilometer langen und etwa 75 Zentimeter breiten sowie 1,70 Meter hohen Tunnel ist dabei unerwartet hoch. Sie sind mit Beton verstärkt, es gibt Strom, eine funktionierende Belüftung und bis zu siebzig Nebenschächte. Wahrscheinlich wurden sie erst nach dem Waffenstillstandsabkommen vom November 2012, das ein Ende der Einfuhrbeschränkungen für Beton und Stahl enthielt, errichtet, da über 60.000 Tonnen Beton, größtenteils für humanitäre Zwecke aus Israel geliefert, zur Absicherung der Tunnel verbaut wurden. Oberst Oshik Azulai kommentierte in der New York Times, dies sei wie eine U-Bahn unter Gaza. Um beim Graben nicht von israelischen Geophonen entdeckt zu werden, konnte kein schweres Gerät verwendet werden. Die Hamas muss entsprechend pausenlos gearbeitet haben. Es wurden Vorräte an Nahrungsmitteln, israelische Uniformen, Kabelbinder und Narkotika entdeckt, ebenso Waffenwerkstätten, Lagerräume und Raketen-Abschussrampen.
Das verzweigte Tunnelnetzwerk, das teilweise mehrere hundert Meter in israelisches Staatsgebiet eindrang und kurz vor naheliegenden Kibbuzim endet, sollte offenbar für koordinierte Angriffe auf umliegende israelische Dörfer genutzt werden. Unter anderem wurden in der Nähe des weniger als zwei Kilometer vom Gazastreifen entfernt liegenden Kibbuz Nir Am mehrfach Terroristen der radikal-islamistischen Hamas gesichtet, die über einen solchen Angriffstunnel nach Israel eingedrungen waren. Zwar konnten die Angriffe meist abgewehrt werden, es gab jedoch auch tödliche Anschläge auf israelische Soldaten.
Verhöre von in Gaza gefangen genommenen Hamas-Anhängern sollen zudem aufgedeckt haben, dass zum jüdischen Neujahrsfest im September 2014 ein Massenattentat geplant war. In einem koordinierten Angriff sollten hunderte Hamas-Terroristen durch die Tunnel ins Grenzgebiet rund um Gaza eindringen, dort zeitgleich sechs Ortschaften angreifen und so viele Zivilisten wie möglich töten und verschleppen, wie israelische Militärs mitteilten.
Seit Ende der Operation Protective Edge wurden rund weitere 30 dieser Tunnel von israelischen Kräften entdeckt und zerstört. Die Tunnelanlagen zerstört hat eine Sondereinheit des israelischen Militärs, Jahalom. Die Hamas nutzt zunehmend Schulen und andere nach dem Kriegsvölkerrecht geschützte Einrichtungen als Schutz für ihr Tunnelsystem: Im Juni 2017 wurde einer im Flüchtlingslager Maghasi unter zwei Schulen des UN-Flüchtlingshilfswerkes UNRWA gefunden. Im Oktober 2017 entdeckte die UNRWA selbst einen Tunnel unter einer ihrer Schulen und protestierte gegen die „Verletzung des Ortes und die Nichtachtung der Neutralität der Standorte der UNO“. Israels UN-Botschafter Danny Danon wertete die Entdeckungen als Beweis dafür, dass „die Kinder des Gazastreifens als menschliche Schutzschilde benutzt“ würden.
Am 30. Oktober 2017 sprengte die israelische Armee einen noch im Bau befindlichen unterirdischen Gang in der Nähe von Kissufim. Der Tunnel gehörte der terroristischen Organisation Islamischer Dschihad in Palästina und führte von Gaza nach Israel. Bei der Sprengung auf israelischem Territorium soll es zu sekundären Explosionen von im Tunnel gelagertem Sprengstoff gekommen und zur Tötung von zwölf Terroristen gekommen sein. Die Getöteten befanden sich auf israelischem Staatsgebiet.
Die israelische Luftwaffe hat am 10. Januar 2018 einen Tunnel gesprengt, der vom Gazastreifen aus 180 Meter weit in israelisches Gebiet hereinragte. Der Tunnel verlief von der Stadt Rafah unterhalb des Warenüberganges Kerem Schalom. Über dem Gang befinden sich auch Gas- und Treibstoffpipelines sowie ein israelischer Militärposten.
Am 21. Oktober 2020 wurde ein weiterer Tunnel mit Hilfe von Technologie zur Überwachung von Aktivitäten unter der Erde entdeckt. Er führt aus der Gegend um Chan Junis unterhalb des Grenzzauns mehrere Dutzend Meter auf israelisches Gebiet.
Im Jahr 2021 gelang es der israelischen Armee während der Operation Guardian of the Walls mit 54 Kampfflugzeugen rund hundert Kilometer Tunnelanlagen zu zerstören, darunter strategisch wichtige Abschnitte, die als Logistik- und Zufluchtsnetzwerk genutzt wurden.
Nach dem Terrorangriff der Hamas am 7. Oktober 2023 reagierte die israelische Armee (IDF) mit der Operation Eiserne Schwerter (hebräisch מבצע חרבות ברזל mivza charvot barsel), unter anderem mit dem Ziel, das unterirdische Tunnelsystem („Gaza-Metro“), das zu diesem Zeitpunkt auf eine Ausdehnung von 500 km geschätzt wurde, zu zerstören. Von Oktober bis Dezember 2023 fand die israelische Armee 800 Schächte, die zum Tunnelsystem und zu Bunkern der Hamas führten.